# Joseph Bondas
Henri Joseph Bondas (Seraing, 25 november 1881 – aldaar, 1 januari 1957) was een Belgisch syndicalist en politicus voor de POB en vervolgens de PSB.

## Levensloop
Bondas was de zoon van een mijnwerker en groeide op in een gezin met zeven kinderen. Na het vroegtijdige overlijden van zijn vader ging hij in april 1894 aan de slag als leerling-monteur bij staalfabriek Cockerill in Seraing. Vanaf juli 1899 volgde hij een opleiding tot metaalgieter in de Leloup-fabriek in Chênée en de Haudry-fabriek in Seraing. Na afloop van zijn opleiding ging Bondas in februari 1900 aan de slag in de staalgieterij Renory in Angleur, waar hij in maart 1901 werd ontslagen omdat hij had deelgenomen aan een staking. De volgende jaren was hij achtereenvolgens werkzaam in de cementfabriek van Ougrée, bij Cockerill, in de staalfabriek Aciéries liégeoises in Bressoux, bij ijzergieterij Ketin in Sclessin en bij ijzergieterijen Dewandre, Soubre en Berryer. In maart 1908  nam Bondas definitief ontslag als arbeider. 
Op 13-jarige leeftijd trad hij toe tot de Socialistische Jonge Wacht-afdeling van Seraing en in 1902 nam Bondas actief deel aan de staking voor het algemeen enkelvoudig stemrecht. In 1905 richtte hij samen met onder meer Julien Lahaut en Isidore Delvigne een metallurgisch syndicaat op in Seraing en was er tot 1912 de schatbewaarder van. Ook was hij betrokken bij de stichting van Luikse Federatie van Metallurgisten en in 1908 werd hij bestendig secretaris van de Dienst voor Arbeidsongevallen van deze vakbond, wat hij bleef tot in 1912. Vervolgens was hij van 1912 tot 1917 secretaris van de Intersyndicale Dienst van de provincie Luik.
Tijdens de Eerste Wereldoorlog zette Bondas zich actief in voor de bevrijding van zijn land. Hij wilde het Britse leger vervoegen om tegen de Duitsers te vechten, maar hij werd afgewezen vanwege zijn leeftijd en het feit dat hij geen militaire ervaring had. In 1915 keerde hij terug naar België, om de vakbonden voor te bereiden op het tijdperk na de oorlog. 
In de tweede helft van 1916 vertegenwoordigde Bondas de metaalarbeiders op een commissie die de statuten van de nog op te richten Algemene Federatie van Syndicaten van de provincie Luik moest voorbereiden en na de goedkeuring van deze statuten in december 1916 werd hij in maart 1917 secretaris van deze Algemene Federatie, hetgeen hij zou blijven tot in 1940. Na het einde van de Eerste Wereldoorlog was hij van 1919 tot 1940 tevens secretaris-generaal van de federatie van Metallurgisten van de provincie Luik. In deze hoedanigheid vertegenwoordigde hij de provincie Luik in het nationaal comité van de Centrale der Metaalindustrie van België. Hij zetelde tevens in het uitvoerend comité van deze vakbondscentrale en was van 1919 tot 1940 eveneens verantwoordelijk uitgever van het Luikse vakbondsmagazine Le Prolétaire.Op 1 april 1921 werd Bondas bovendien nationaal secretaris van de Syndikale Kommissie. In deze functie stond hij samen met zijn Vlaamse collega Edouard De Vlaemynck algemeen secretaris Corneille Mertens bij bij de aanpak van de problemen van een organisatie die na de Eerste Wereldoorlog fel was gegroeid. 
Door zijn verschillende vakbondsfuncties oefende Bondas in het interbellum een enorme invloed uit in het socialistische syndicaal milieu. Hij gold als een vertegenwoordiger van het reformisme die regelmatig in conflict kwam met marxistische en communistische aanhangers binnen de socialistische vakbonden. Net als zijn overste Corneille Mertens ijverde hij systematisch voor een centralisering van de vakbondsorganisaties en voor een versterking van het gezag van de Syndikale Kommissie, om van haar een instelling te maken die het Belgische socialistische syndicalisme nationaal en internationaal vertegenwoordigde. In december 1937 werd beslist om de Syndikale Kommissie te moderniseren en ze om te vormen tot het Belgisch Vakverbond. In januari 1940 volgde Bondas Corneille Mertens op als algemeen secretaris van deze vakbond en bleef dit tot in 1945. In 1923 publiceerde Bondas het boek Les Vacances Ouvrières, waarin hij de verschillende systemen van betaald verlof in België en het buitenland vergeleek. Dit boek zou lange tijd een referentie zijn voor de verdedigers van betaalde vakantie.
Na de Duitse invasie van Polen in september 1939 brak de Tweede Wereldoorlog uit. In nasleep daarvan besliste het bureau van de BVV om de Belgische regering in ballingschap te volgen, in het geval de Duitsers België zouden binnenvallen. Toen het in mei 1940 zover was, volgde de leiding van de BVV de Belgische regering naar Frankrijk. Na de Belgische en Franse capitulatie besloot een deel van de leiding in augustus 1940 naar Groot-Brittannië te trekken, terwijl Bondas terugkeerde naar België. Hij wilde er zijn vakbondsactiviteiten voortzetten, maar dit werd hem verboden door de Duitse bezetter. Nadat hij geconfronteerd werd met de collaboratie van BWP-partijvoorzitter Hendrik De Man, werd hij actief in het verzet. Vanaf mei 1941 was hij onder meer medewerker van de ondergrondse krant Le Monde du Travail en hij verspreidde ook pamfletten tegen de Unie van Hand- en Geestesarbeiders, de eenheidsvakbond die door de Duitsers was opgezet en steeds meer verzeild raakte in de collaboratie. 
In februari 1942 verzocht Jef Rens, de algemeen secretaris van het BVV die naar Londen was getrokken, Bondas om de leiding van de vakbond in Londen te vervoegen. Later dat jaar werden zeven belangrijke syndicalisten van de provincie Luik door de Duitsers opgepakt, waarna hij in juli 1942 besloot om België te verlaten. Hij trok via Lyon naar de Portugese hoofdstad Lissabon en reisde vandaaruit in oktober 1942 met een valse identiteit naar het Verenigd Koninkrijk. Nadat hij in Londen aankwam, werd hij benoemd tot secretaris-generaal van het Syndicaal Centrum van België. Op de BBC verzorgde hij tevens Franstalige syndicale uitzendingen, bestemd voor Belgische luisteraars. 
Op verzoek van minister van Buitenlandse Zaken Paul-Henri Spaak werd Bondas op 3 september 1943 onderstaatssecretaris voor Vluchtenhulp, Arbeid en Sociale Voorzorg in de regering-Pierlot V, een mandaat dat hij uitoefende tot op 26 september 1944, toen na de Bevrijding een nieuwe regering werd gevormd. Na de oorlog zette hij zich in voor een herstructurering van de socialistische vakbondsbeweging, die toen in verschillende syndicaten was verdeeld. In april 1945 fuseerde het Belgisch Vakverbond met het communistische Belgisch Verbond der Eenheidssyndicaten, het Algemeen Geünifieerd Syndicaat der Openbare Diensten en de Mouvement Syndical Unifié tot het Algemeen Belgisch Vakverbond, afgekort ABVV. Bondas werd algemeen secretaris van deze vakbond en bleef dit tot aan het ABVV-congres van december 1946, toen hij officieel met pensioen ging. In 1951 werd hij benoemd tot eresecretaris van het ABVV. Na zijn pensioen schreef hij verschillende boeken over de geschiedenis van de socialistische vakbeweging. 
Zijn korte ministerschap was niet zijn enige ervaring in de politiek. Hij was voorzitter van de socialistische afdeling van Seraing en van 1922 tot 1927 was hij gemeenteraadslid van deze stad. Daarnaast was Bondas lid van het uitvoerend comité van de POB-federatie van het arrondissement Luik en vertegenwoordigde deze federatie van 1921 tot 1924 in de Algemene Raad van de partij. Van mei 1937 tot mei 1938 was hij eveneens 'Koninklijk commissaris voor de controle van de fabricatie en de handel van materiaal, munitie en oorlogsvoertuigen'.
- International Standard Name Identifier: 0000 0003 8718 625X
- Nederlandse Thesaurus van Auteursnamen: 067867790
- Système universitaire de documentation: 263585913
- Virtual International Authority File: 280082409
- WorldCat: E39PBJqFP7cFFqBwVV8X6yTbVC